# Dictyssa monroviana
Dictyssa monroviana är en insektsart som beskrevs av Doering 1938. Dictyssa monroviana ingår i släktet Dictyssa och familjen sköldstritar. Inga underarter finns listade i Catalogue of Life.